# Ardeola ralloides

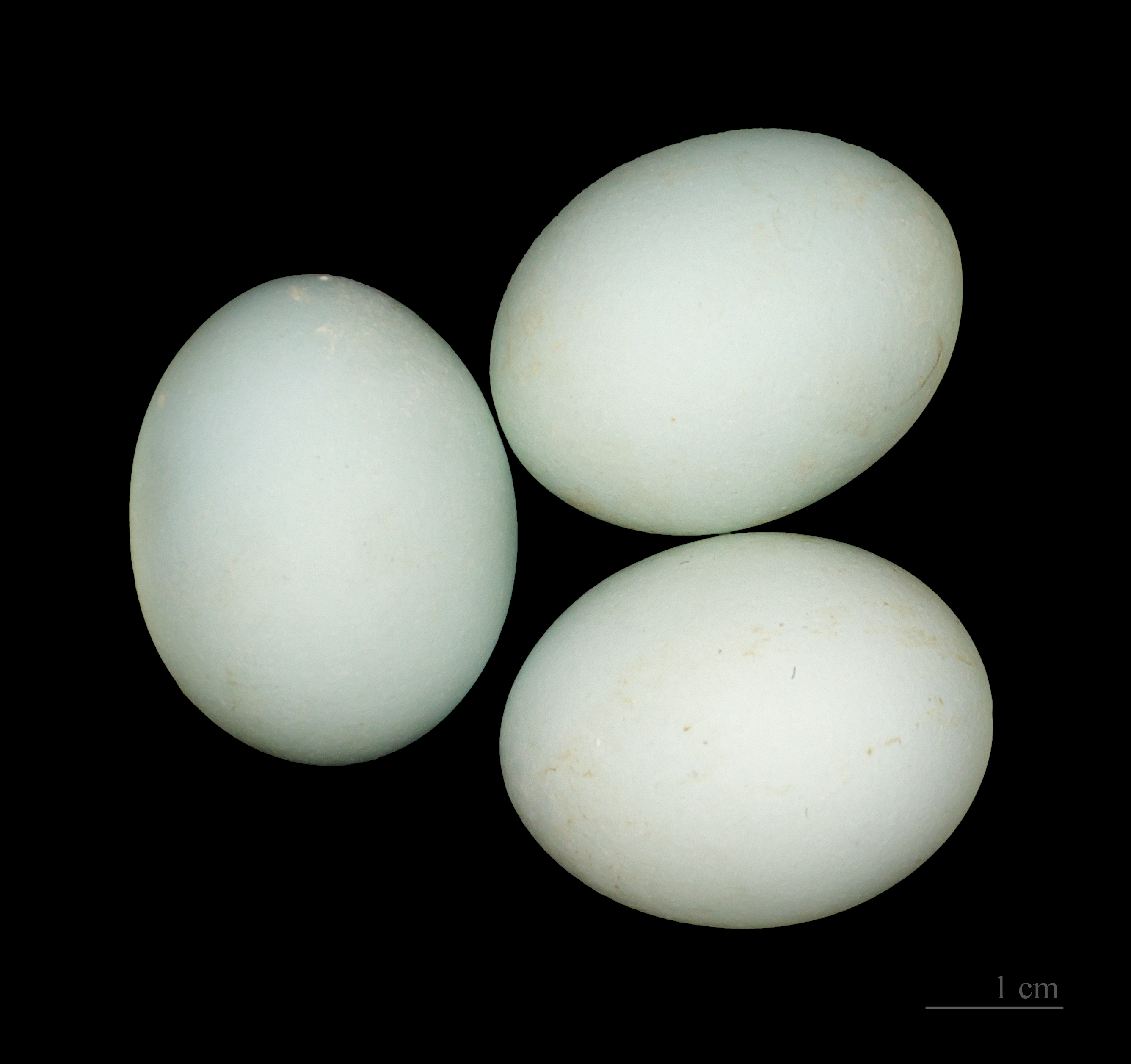
Ardeola ralloides

Ardeola ralloides là một loài chim trong họ Diệc.
Loài này dài Dài 44–47 cm, trong đó thân dài 20–23 cm, với sải cánh 80–92 cm. Là loài bản địa Cựu Thế giới, sinh sản ở miền nam châu Âu và Trung Đông.
Chúng là một loài di cư, trú đông ở châu Phi. Nó là hiếm ở phía bắc của phạm vi sinh sản. Loài này đã được ghi nhận ở đảo Fernando de Noronha, và hiếm hơn ở lục địa Nam Mỹ, là một loài mơ hồ. Đây là một loài có cổ có cổ ngắn, mỏ dày ngắn và lưng màu nâu. Vào mùa hè, cá thể trưởng thành có lông cổ dài. Sự xuất hiện của nó được biến đổi trong khi bay, khi nó trông rất trắng do màu của đôi cánh.

## Hình ảnh

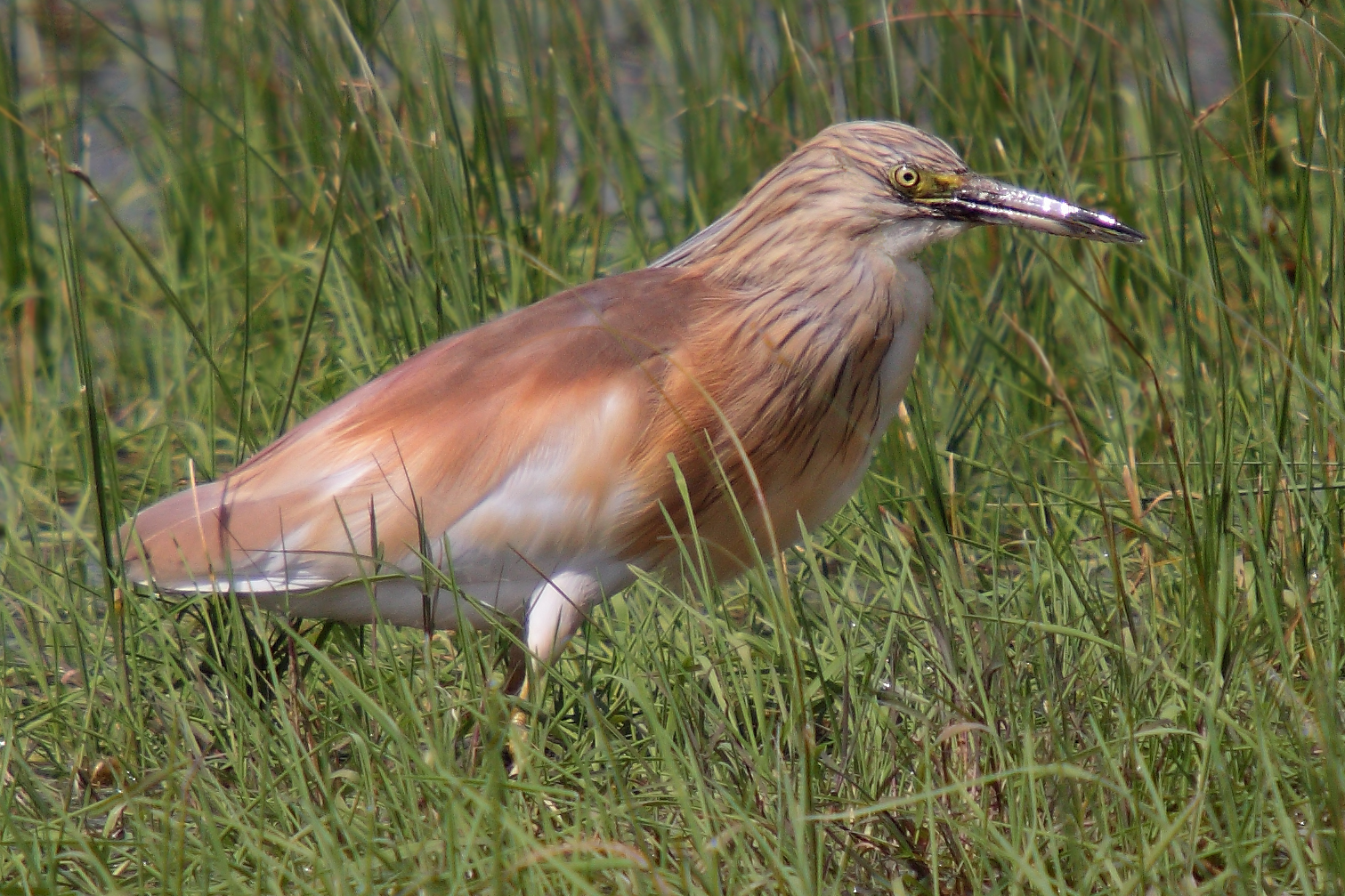
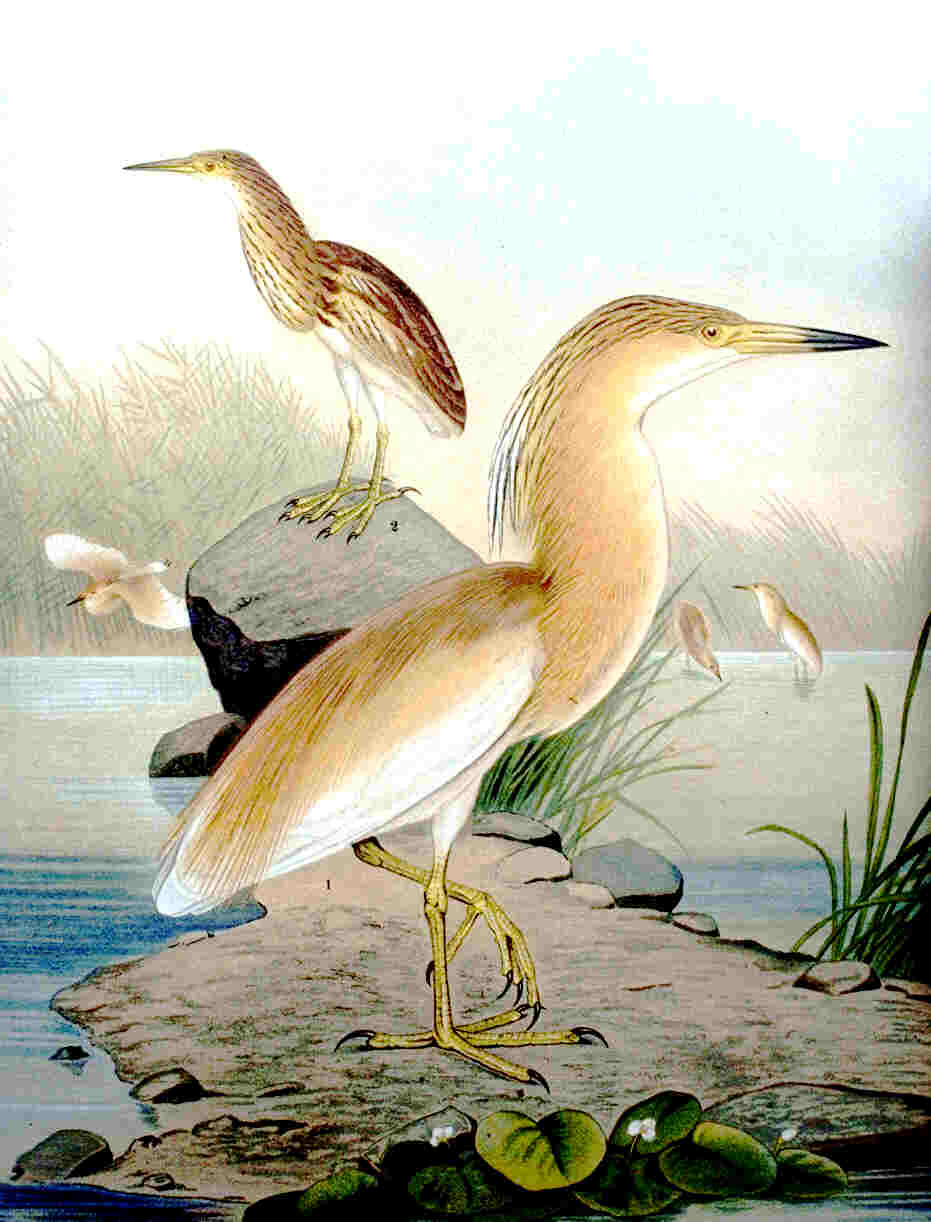
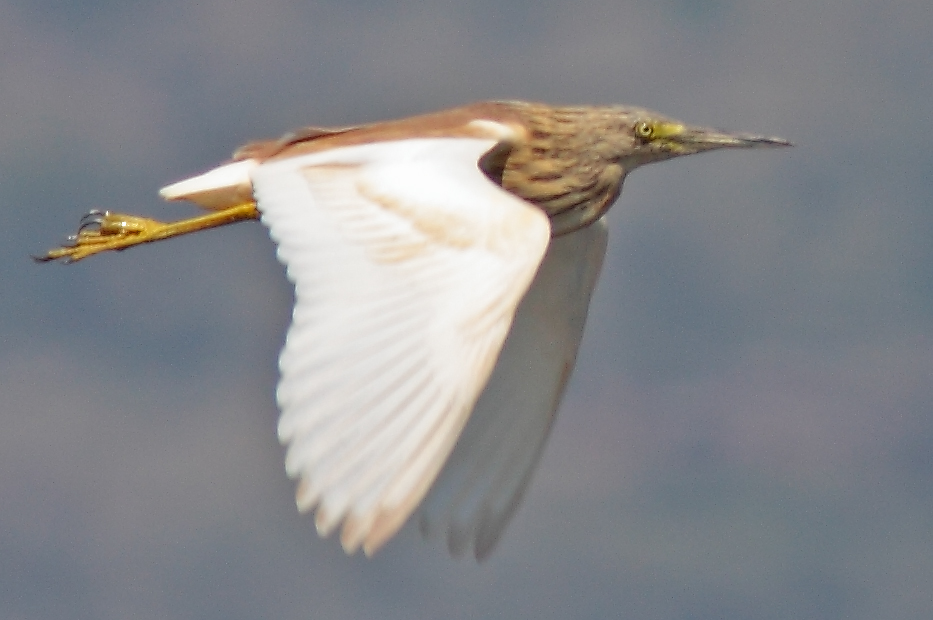